# Evert (voornaam)
Evert is een voornaam. De betekenis is "Sterk of dapper als een everzwijn" (de ever was bij de Germanen het symbool van kracht, moed en vruchtbaarheid).
Het is voornamelijk een Nederlandse mannennaam en het is een afgeleide van de naam Everhard.

## Bekende Everts
- Evert van Ballegooie, internist/diabetesspecialist
- Evert van Benthem, schaatser
- Evert Bleuming, voetballer
- Evert Bloemsma, grafisch ontwerper
- Evert Dolman, wielrenner
- Evert Hartman, schrijver
- Evert Hoedemaker, zeeman
- Evert van de Kamp, organist
- Evert Kwok, cartoonist
- Evert Hoving, atleet
- Evert Koops, atleet
- Evert Margry, architect
- Evert ten Napel, sportverslaggever
- Evert Santegoeds, hoofdredacteur
- Evert Sickinghe, Gronings hoofdeling, proost en redger
- Evert Thielen, kunstschilder
- Evert Vermeer, politicus
- Evert Verwey, scheikundige
- Evert Zandstra, schrijver